# Manuel Jiménez (Politiker)

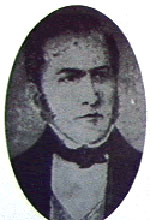
Manuel Jiménez

Manuel Jiménez (Jiménes) González (* 1808 in Bayamo, Kuba; † 1854 in Haiti) war ein dominikanischer Politiker und Präsident der Dominikanischen Republik.

## Biografie
Während der Präsidentschaft von Präsident Pedro Santana wurde er 1844 zum General befördert und gehörte dessen Kabinett von 1844 bis 1848 als Kriegs- und Marineminister an. Nach dem Rücktritt von Präsident Santana am 4. August 1848 aus gesundheitlichen Gründen übernahm zunächst ein Rat der Staatssekretäre, dem auch Jiménez González angehörte, die kommissarische Präsidentschaft.
Am 4. September 1848 wurde er schließlich als Nachfolger von Santana Präsident der Dominikanischen Republik. Während seiner Amtszeit kehrten viele ins Exil gegangene Mitglieder der Unabhängigkeitsbewegung La Trinitaria zurück. Aufgrund seiner Befürchtungen einer Invasion haitianischer Truppen während der Regentschaft von Faustin Soulouque versuchte er, die Disziplin der dominikanischen Armee zu stärken.
Am 29. Mai 1849 wurde er jedoch von Santana nach einem Staatsstreich abgesetzt, so dass dieser erneut die Präsidentschaft übernahm. Anschließend ging er selbst ins Exil nach Haiti, wo er später starb.